# Bocska
Bocska Zala vármegyei község, Nagykanizsától 14 kilométerre északra a Nagykanizsai járásban.

## Fekvése
A Zalai-dombságban helyezkedik el, az Egerszeg–Letenyei-dombság területén.
A közvetlenül határos települések: észak felől Zalaszentbalázs, kelet felől Magyarszerdahely, dél felől Eszteregnye, délnyugat felől Oltárc, nyugat felől Bucsuta, északnyugat felől pedig Börzönce.

### Megközelítése
A települést észak-déli irányban a 74-es főút szeli át, amely összeköttetést biztosít a vármegye két megyei jogú városával: a megyeszékhely Zalaegerszeggel és a közeli (mintegy 15 kilométerre délre fekvő) Nagykanizsával. A főútból nyugat felé ágazik ki a falu egy másik főutcája, a 75 133-as számú mellékút (Bocskai utca), amely egészen a Szőlőhegyig tart.
A községet sok autóbuszjárat érinti. Elsősorban a Zalaegerszeg és Nagykanizsa közötti helyközi járatok állnak meg a településen, de távolsági járatok is szép számban érintik a községet. Összeköttetésben áll Sopronnal és Szombathellyel is.

## Története
A település első említése 1459-ből való Bocsita néven. 1600 után, Kanizsa várának elfoglalását követően a település a török határra került, ami egyet jelentett a megszűnéssel. A település 1687-ben lett ismét magyar kézen. 1720-ban már mint Bocska ismeretes a falu.
A 19. század nagy vasútépítési láza elkerülte a települést, Magyarszerdahelyen épült meg egy vasúti fővonal 1865-ben. A település életében az első lökést a 74-es út kiépülése jelentette, amely Hosszúvölgynél nyugatra fordul, így érintheti a községet. A jó infrastruktúra azonban csak az 1990-es évek végén éreztette a hatását, amikor is a település kisebb fejlődésbe kezdett.

## Közélete

### Polgármesterei
- 1990–1994: Bánhidi Mária (független)[3]
- 1994–1998: ifj. Pintér Péter (független)[4]
- 1998–2002: Pintér Péter (független)[5]
- 2002–2006: Pintér Péter (független)[6]
- 2006–2010: Pintér Péter (független)[7]
- 2010–2014: Csák Szilvia (független)[8]
- 2014–2019: Csák Szilvia (független)[9]
- 2019–2024: Csák Szilvia (független)[10]
- 2024– : Csák Szilvia (független)[1]

## Népesség
A település népességének változása:
| Lakosok száma | 313  | 329  | 323  | 281  | 288  | 289  | 281  |
|               | 2013 | 2014 | 2015 | 2021 | 2022 | 2023 | 2024 |

A 2011-es népszámlálás idején a nemzetiségi megoszlás a következő volt: magyar 95,8%, cigány 3,45%. A lakosok 86,4%-a római katolikusnak vallotta magát (12,9% nem nyilatkozott).
2022-ben a lakosság 91,7%-a vallotta magát magyarnak, 6,9% cigánynak, 1% németnek, 0,7% horvátnak, 0,3% ukránnak, 0,3% bolgárnak, 0,3% lengyelnek, 2,1% egyéb, nem hazai nemzetiségűnek (7,6% nem nyilatkozott; a kettős identitások miatt a végösszeg nagyobb lehet 100%-nál). Vallásuk szerint 59% volt római katolikus, 0,7% református, 0,3% görög katolikus, 1,4% egyéb keresztény, 5,2% felekezeten kívüli (33,3% nem válaszolt).